# Listen to the Voices That Want to Be Free
Listen to the Voices That Want to Be Free je společné studiové album kytaristy Linka Wraye a pianisty Joey Welze, vydané v roce 1970.

## Seznam skladeb
1. Rippin' 'Em Off in the Name of Love (Wray, Welz) - 2:57
2. Dark Was the Color of Her Hair (Wray, Welz) - 2:39
3. Peace Is the Freedom (Wray, Welz) - 3:26
4. Jesus, Be My Friend (Wray, Welz) - 2:39
5. Searchin' for Me (So I Can Find You) (Wray, Welz) - 3:42
6. I'm from the World (I'm fromthe Earth) (Wray, Welz) - 2:33
7. It's Too Late (Willis) - 2:30
8. Let the Good Times Roll (Lee, Shirley) - 2:02
9. Voices in the Sky [Tribuet to John Lennon] (Welz) - 3:07
10. Listen to the Voices That Want to Be Free (Wray, Welz) - 3:01
11. Rumble -69 (Wray) - 2:31
12. Fire and Brimstone (Wray) - 3:24
13. Love Is a Moment (Wray, Welz) - 3:13
14. I Remember Her Love (But I Forgot Her Name) (Wray, Welz) - 2:37
15. Goin' Home (Wray, Welz) - 2:59
16. Turn You on to Sunshine (Wray, Welz) - 2:30

## Sestava
- Shorty Horton - baskytara
- Joey Welz - piáno, zpěv
- Doug Wray - bicí
- Link Wray - kytara